# Santos Amador
Santos Amador Quispe, né le 6 avril 1982 à Santa Cruz, est un footballeur bolivien qui évolue au poste de défenseur.

## Carrière

### Clubs
Amador commence sa carrière au CD Guabirá avec qui il joue deux saisons. Il est transféré plus tard au San José Oruro où après avoir ciré le banc des remplaçants en 2004, il obtient sa chance en 2005, devenant titulaire, place qu'il ne quittera plus jusqu'à son départ après la saison 2006.
En 2007, il signe avec le Real Potosí avec qui il a l'occasion de remporter pour la première fois le Championnat d'ouverture de Bolivie. Après la saison 2008, il quitte le Real pour Jorge Wilstermann mais fait une saison assez compliqué évitant la relégation après avoir remporté un match de barrage.
En 2010, il tente un nouveau défi en signant au Strongest La Paz, qui après un bon début de saison 2010, s'écroule et est éliminé au début des matchs à élimination directe.
En 2011, il signe avec le Nacional Potosí mais lors des saisons 2011 et 2011-12, l'équipe n'arrive à se hisser parmi les meilleures équipes du championnat.

### International
En 2007, il est sélectionné pour la première fois avec la Bolivie à l'occasion d'un match amical. En 2010, il joue deux matchs pour les éliminatoires de la coupe du monde de football 2010 contre l'Uruguay et la Colombie.
Figurant parmi les joueurs retenus pour la Copa América 2011, il ne joue que le dernier match, contre la Colombie.

## Palmarès
- Championnat de Bolivie de football 2007 (ouverture)